# Giải bóng đá Cúp Quốc gia 2023–24
Giải bóng đá Cúp Quốc gia 2023–24, tên gọi chính thức là Giải bóng đá Cúp Quốc gia Casper 2023–24 (tiếng Anh: Casper National Cup 2023–24) vì lý do tài trợ, là mùa giải thứ 32 của Giải bóng đá Cúp Quốc gia, diễn ra từ ngày 24 tháng 11 năm 2023 đến ngày 7 tháng 7 năm 2024. Đây là năm đầu tiên Công ty cổ phần Casper Việt Nam là nhà tài trợ chính của giải đấu và là mùa giải đầu tiên có thời gian tổ chức thi đấu xuyên năm, từ nửa cuối năm trước đến nửa đầu năm sau. Giải đấu quy tụ 14 câu lạc bộ V.League 1 và 11 đội bóng V.League 2 cùng nhau tranh tài. Câu lạc bộ vô địch sẽ giành quyền tham dự trận Siêu cúp Bóng đá Quốc gia 2024 và lọt vào vòng bảng AFC Champions League 2 2024–25.
Đây là mùa giải đầu tiên Cúp Quốc gia chính thức áp dụng trợ lý trọng tài video (VAR), bắt đầu từ vòng tứ kết.
Đông Á Thanh Hóa đã bảo vệ thành công chức vô địch trên sân nhà khi đánh bại Hà Nội với tỷ số 9–8 trong loạt sút luân lưu (hai đội hòa nhau 0–0 trong thời gian thi đấu chính thức), qua đó trở thành câu lạc bộ thứ tư trong lịch sử giải đấu giành hai chức vô địch liên tiếp (sau Hải Quan, Bình Định và Hà Nội).

## Phân loại giải đấu
| Vòng đấu  | Số đội bóng vào thẳng | Số đội bóng từ vòng trước |
| --------- | --- | ------------------------- |
| Vòng loại | 20 đội từ V.League 1 và V.League 2 | —                         |
| Vòng 1/8  | 4 đội lọt vào bán kết mùa trước (Đông Á Thanh Hóa, Thể Công – Viettel, MerryLand Quy Nhơn Bình Định, PVF–CAND) 2 đội tham dự các giải châu lục (Hà Nội và Hải Phòng) | 10 đội thắng vòng loại    |
| Tứ kết    | — | 8 đội thắng vòng 1/8      |
| Bán kết   | — | 4 đội thắng vòng tứ kết   |
| Chung kết | — | 2 đội thắng vòng bán kết  |

## Bốc thăm
Lễ bốc thăm và xếp lịch thi đấu Giải bóng đá Cúp Quốc gia Casper 2023–24 diễn ra vào lúc 15 giờ ngày 22 tháng 9 năm 2023 tại Hội trường tầng 2, Liên đoàn bóng đá Việt Nam, đường Lê Quang Đạo, Phú Đô, Nam Từ Liêm, Hà Nội.

### Mã số thi đấu các đội
Những đội in đậm được đặc cách vào vòng 16 đội. Ở vòng tứ kết, đội có mã số nhỏ hơn được thi đấu trên sân nhà, trong khi ở vòng bán kết và chung kết đội có mã số lớn hơn được thi đấu trên sân nhà.
| Mã số | Đội                |
| ----- | ------------------ |
| 01    | Hà Nội             |
| 02    | Khánh Hòa          |
| 03    | Hồng Lĩnh Hà Tĩnh  |
| 04    | Sông Lam Nghệ An   |
| 05    | Đồng Tháp          |
| 06    | SHB Đà Nẵng        |
| 07    | Huế                |
| 08    | Thể Công – Viettel |
| 09    | Công an Hà Nội     |

| Mã số | Đội                          |
| ----- | ---------------------------- |
| 10    | LPBank Hoàng Anh Gia Lai     |
| 11    | PVF–CAND                     |
| 12    | Đồng Nai                     |
| 13    | Bà Rịa – Vũng Tàu            |
| 14    | MerryLand Quy Nhơn Bình Định |
| 15    | Trường Tươi Bình Phước       |
| 16    | Thép Xanh Nam Định           |
| 17    | Phú Thọ                      |
| 18    | Long An                      |

| Mã số | Đội                   |
| ----- | --------------------- |
| 19    | Thành phố Hồ Chí Minh |
| 20    | Becamex Bình Dương    |
| 21    | Đông Á Thanh Hóa      |
| 22    | Phù Đổng Ninh Bình    |
| 23    | Bình Thuận (bỏ giải)  |
| 24    | Hải Phòng             |
| 25    | Quảng Nam             |
| 26    | Hòa Bình              |

## Khai mạc
Lễ khai mạc chính thức của giải đấu diễn ra vào lúc 19:00 ngày 25 tháng 11 năm 2023 tại Sân vận động Hàng Đẫy, quận Đống Đa, thành phố Hà Nội với trận đấu khai mạc diễn ra vào lúc 19:15 giữa Công an Hà Nội và LPBank Hoàng Anh Gia Lai.

## Sơ đồ thi đấu
|  | Vòng loại                                       | Vòng loại                     |                                    |       | Vòng 16 đội | Vòng 16 đội |  |  | Tứ kết | Tứ kết |  |  | Bán kết | Bán kết |  |  | Chung kết | Chung kết |
|  |                                                 |                               |                                    |       |             |             |  |  |        |        |  |  |         |         |  |  |           |           |
|  |                                                 |                               |                                    |       |             |             |  |  |        |        |  |  |         |         |  |  |           |           |
|  |                                                 |                               |                                    |       |             |             |  |  |        |        |  |  |         |         |  |  |           |           |
|  |                                                 |                               |                                    |       |             |             |  |  |        |        |  |  |         |         |  |  |           |           |
|  | 12 tháng 3 năm 2024 – Hàng Đẫy                  |                               |                                    |       |             |             |  |  |        |        |  |  |         |         |  |  |           |           |
|  |                                                 |                               |                                    |       |             |             |  |  |        |        |  |  |         |         |  |  |           |           |
|  | Hà Nội                                          | 2                             |                                    |       |             |             |  |  |        |        |  |  |         |         |  |  |           |           |
|  | Hà Nội                                          | 2                             | 26 tháng 11 năm 2023 – 19 tháng 8  |       |             |             |  |  |        |        |  |  |         |         |  |  |           |           |
|  |                                                 |                               | Hồng Lĩnh Hà Tĩnh                  | 1     |             |             |  |  |        |        |  |  |         |         |  |  |           |           |
|  | Khánh Hòa                                       | 2 (3)                         | Hồng Lĩnh Hà Tĩnh                  | 1     |             |             |  |  |        |        |  |  |         |         |  |  |           |           |
|  | Khánh Hòa                                       | 2 (3)                         | 28 tháng 4 năm 2024 – Hàng Đẫy     |       |             |             |  |  |        |        |  |  |         |         |  |  |           |           |
|  | Hồng Lĩnh Hà Tĩnh                               | 2 (4)                         |                                    |       |             |             |  |  |        |        |  |  |         |         |  |  |           |           |
|  | Hồng Lĩnh Hà Tĩnh                               | 2 (4)                         | Hà Nội                             | 2     |             |             |  |  |        |        |  |  |         |         |  |  |           |           |
|  | 26 tháng 11 năm 2023 – Vinh                     |                               | Hà Nội                             | 2     |             |             |  |  |        |        |  |  |         |         |  |  |           |           |
|  |                                                 | SHB Đà Nẵng                   | 1                                  |       |             |             |  |  |        |        |  |  |         |         |  |  |           |           |
|  | Sông Lam Nghệ An                                | SHB Đà Nẵng                   | 1                                  | 6     |             |             |  |  |        |        |  |  |         |         |  |  |           |           |
|  | Sông Lam Nghệ An                                | 13 tháng 3 năm 2024 – Vinh    |                                    | 6     |             |             |  |  |        |        |  |  |         |         |  |  |           |           |
|  | Đồng Tháp                                       | 2                             |                                    |       |             |             |  |  |        |        |  |  |         |         |  |  |           |           |
|  | Đồng Tháp                                       | 2                             | Sông Lam Nghệ An                   | 0     |             |             |  |  |        |        |  |  |         |         |  |  |           |           |
|  | 25 tháng 11 năm 2023 – Hòa Xuân                 |                               | Sông Lam Nghệ An                   | 0     |             |             |  |  |        |        |  |  |         |         |  |  |           |           |
|  |                                                 | SHB Đà Nẵng                   | 1                                  |       |             |             |  |  |        |        |  |  |         |         |  |  |           |           |
|  | SHB Đà Nẵng                                     | SHB Đà Nẵng                   | 1                                  | 2     |             |             |  |  |        |        |  |  |         |         |  |  |           |           |
|  | SHB Đà Nẵng                                     |                               | 4 tháng 7 năm 2024 – Hàng Đẫy      | 2     |             |             |  |  |        |        |  |  |         |         |  |  |           |           |
|  | Huế                                             | 0                             |                                    |       |             |             |  |  |        |        |  |  |         |         |  |  |           |           |
|  | Huế                                             | 0                             | Hà Nội                             | 4     |             |             |  |  |        |        |  |  |         |         |  |  |           |           |
|  |                                                 |                               | Hà Nội                             | 4     |             |             |  |  |        |        |  |  |         |         |  |  |           |           |
|  |                                                 | Thể Công – Viettel            | 1                                  |       |             |             |  |  |        |        |  |  |         |         |  |  |           |           |
|  |                                                 | Thể Công – Viettel            | 1                                  |       |             |             |  |  |        |        |  |  |         |         |  |  |           |           |
|  | 13 tháng 3 năm 2024 – Hàng Đẫy                  |                               |                                    |       |             |             |  |  |        |        |  |  |         |         |  |  |           |           |
|  |                                                 |                               |                                    |       |             |             |  |  |        |        |  |  |         |         |  |  |           |           |
|  | Thể Công – Viettel                              | 1                             |                                    |       |             |             |  |  |        |        |  |  |         |         |  |  |           |           |
|  | Thể Công – Viettel                              | 1                             | 25 tháng 11 năm 2023 – Hàng Đẫy    |       |             |             |  |  |        |        |  |  |         |         |  |  |           |           |
|  |                                                 |                               | Công an Hà Nội                     | 0     |             |             |  |  |        |        |  |  |         |         |  |  |           |           |
|  | Công an Hà Nội                                  | 2                             | Công an Hà Nội                     | 0     |             |             |  |  |        |        |  |  |         |         |  |  |           |           |
|  | Công an Hà Nội                                  | 2                             | 1 tháng 5 năm 2024 – Hàng Đẫy      |       |             |             |  |  |        |        |  |  |         |         |  |  |           |           |
|  | LPBank Hoàng Anh Gia Lai                        | 1                             |                                    |       |             |             |  |  |        |        |  |  |         |         |  |  |           |           |
|  | LPBank Hoàng Anh Gia Lai                        | 1                             | Thể Công – Viettel                 | 2 (5) |             |             |  |  |        |        |  |  |         |         |  |  |           |           |
|  |                                                 |                               | Thể Công – Viettel                 | 2 (5) |             |             |  |  |        |        |  |  |         |         |  |  |           |           |
|  |                                                 | PVF–CAND                      | 2 (3)                              |       |             |             |  |  |        |        |  |  |         |         |  |  |           |           |
|  |                                                 | PVF–CAND                      | 2 (3)                              |       |             |             |  |  |        |        |  |  |         |         |  |  |           |           |
|  | 12 tháng 3 năm 2024 – TTĐT trẻ PVF – Bộ Công An |                               |                                    |       |             |             |  |  |        |        |  |  |         |         |  |  |           |           |
|  |                                                 |                               |                                    |       |             |             |  |  |        |        |  |  |         |         |  |  |           |           |
|  | PVF–CAND                                        | 2                             |                                    |       |             |             |  |  |        |        |  |  |         |         |  |  |           |           |
|  | PVF–CAND                                        | 2                             | 24 tháng 11 năm 2023 – Đồng Nai    |       |             |             |  |  |        |        |  |  |         |         |  |  |           |           |
|  |                                                 |                               | Đồng Nai                           | 1     |             |             |  |  |        |        |  |  |         |         |  |  |           |           |
|  | Đồng Nai                                        | 2                             | Đồng Nai                           | 1     |             |             |  |  |        |        |  |  |         |         |  |  |           |           |
|  | Đồng Nai                                        | 2                             | 7 tháng 7 năm 2024 – Thanh Hóa     |       |             |             |  |  |        |        |  |  |         |         |  |  |           |           |
|  | Bà Rịa – Vũng Tàu                               | 0                             |                                    |       |             |             |  |  |        |        |  |  |         |         |  |  |           |           |
|  | Bà Rịa – Vũng Tàu                               | 0                             | Hà Nội                             | 0 (8) |             |             |  |  |        |        |  |  |         |         |  |  |           |           |
|  |                                                 |                               | Hà Nội                             | 0 (8) |             |             |  |  |        |        |  |  |         |         |  |  |           |           |
|  |                                                 | Đông Á Thanh Hóa              | 0 (9)                              |       |             |             |  |  |        |        |  |  |         |         |  |  |           |           |
|  |                                                 | Đông Á Thanh Hóa              | 0 (9)                              |       |             |             |  |  |        |        |  |  |         |         |  |  |           |           |
|  | 13 tháng 3 năm 2024 – Quy Nhơn                  |                               |                                    |       |             |             |  |  |        |        |  |  |         |         |  |  |           |           |
|  |                                                 |                               |                                    |       |             |             |  |  |        |        |  |  |         |         |  |  |           |           |
|  | MerryLand Quy Nhơn Bình Định                    | 0                             |                                    |       |             |             |  |  |        |        |  |  |         |         |  |  |           |           |
|  | MerryLand Quy Nhơn Bình Định                    | 0                             | 26 tháng 11 năm 2023 – Bình Phước  |       |             |             |  |  |        |        |  |  |         |         |  |  |           |           |
|  |                                                 |                               | Thép Xanh Nam Định                 | 1     |             |             |  |  |        |        |  |  |         |         |  |  |           |           |
|  | Trường Tươi Bình Phước                          | 0                             | Thép Xanh Nam Định                 | 1     |             |             |  |  |        |        |  |  |         |         |  |  |           |           |
|  | Trường Tươi Bình Phước                          | 0                             | 30 tháng 4 năm 2024 – Thiên Trường |       |             |             |  |  |        |        |  |  |         |         |  |  |           |           |
|  | Thép Xanh Nam Định                              | 4                             |                                    |       |             |             |  |  |        |        |  |  |         |         |  |  |           |           |
|  | Thép Xanh Nam Định                              | 4                             | Thép Xanh Nam Định                 | 1 (4) |             |             |  |  |        |        |  |  |         |         |  |  |           |           |
|  | 24 tháng 11 năm 2023 – Việt Trì                 |                               | Thép Xanh Nam Định                 | 1 (4) |             |             |  |  |        |        |  |  |         |         |  |  |           |           |
|  |                                                 | Becamex Bình Dương            | 1 (3)                              |       |             |             |  |  |        |        |  |  |         |         |  |  |           |           |
|  | Phú Thọ                                         | Becamex Bình Dương            | 1 (3)                              | 2     |             |             |  |  |        |        |  |  |         |         |  |  |           |           |
|  | Phú Thọ                                         | 13 tháng 3 năm 2024 – Long An |                                    | 2     |             |             |  |  |        |        |  |  |         |         |  |  |           |           |
|  | Long An                                         | 5                             |                                    |       |             |             |  |  |        |        |  |  |         |         |  |  |           |           |
|  | Long An                                         | 5                             | Long An                            | 1     |             |             |  |  |        |        |  |  |         |         |  |  |           |           |
|  | 28 tháng 11 năm 2023 – Thống Nhất               |                               | Long An                            | 1     |             |             |  |  |        |        |  |  |         |         |  |  |           |           |
|  |                                                 | Becamex Bình Dương            | 3                                  |       |             |             |  |  |        |        |  |  |         |         |  |  |           |           |
|  | Thành phố Hồ Chí Minh                           | Becamex Bình Dương            | 3                                  | 1     |             |             |  |  |        |        |  |  |         |         |  |  |           |           |
|  | Thành phố Hồ Chí Minh                           |                               | 4 tháng 7 năm 2024 – Thanh Hóa     | 1     |             |             |  |  |        |        |  |  |         |         |  |  |           |           |
|  | Becamex Bình Dương                              | 2                             |                                    |       |             |             |  |  |        |        |  |  |         |         |  |  |           |           |
|  | Becamex Bình Dương                              | 2                             | Đông Á Thanh Hóa                   | 2     |             |             |  |  |        |        |  |  |         |         |  |  |           |           |
|  |                                                 |                               | Đông Á Thanh Hóa                   | 2     |             |             |  |  |        |        |  |  |         |         |  |  |           |           |
|  |                                                 | Thép Xanh Nam Định            | 1                                  |       |             |             |  |  |        |        |  |  |         |         |  |  |           |           |
|  |                                                 | Thép Xanh Nam Định            | 1                                  |       |             |             |  |  |        |        |  |  |         |         |  |  |           |           |
|  | 12 tháng 3 năm 2024 – Thanh Hóa                 |                               |                                    |       |             |             |  |  |        |        |  |  |         |         |  |  |           |           |
|  |                                                 |                               |                                    |       |             |             |  |  |        |        |  |  |         |         |  |  |           |           |
|  | Đông Á Thanh Hóa                                | 3                             |                                    |       |             |             |  |  |        |        |  |  |         |         |  |  |           |           |
|  | Đông Á Thanh Hóa                                | 3                             | Hủy                                |       |             |             |  |  |        |        |  |  |         |         |  |  |           |           |
|  |                                                 |                               | Phù Đổng Ninh Bình                 | 0     |             |             |  |  |        |        |  |  |         |         |  |  |           |           |
|  | Phù Đổng Ninh Bình                              |                               | Phù Đổng Ninh Bình                 | 0     |             |             |  |  |        |        |  |  |         |         |  |  |           |           |
|  |                                                 |                               | 29 tháng 4 năm 2024 – Thanh Hóa    |       |             |             |  |  |        |        |  |  |         |         |  |  |           |           |
|  | Bình Thuận (bỏ giải)                            |                               |                                    |       |             |             |  |  |        |        |  |  |         |         |  |  |           |           |
|  | Đông Á Thanh Hóa                                | 1 (4)                         |                                    |       |             |             |  |  |        |        |  |  |         |         |  |  |           |           |
|  | Đông Á Thanh Hóa                                | 1 (4)                         |                                    |       |             |             |  |  |        |        |  |  |         |         |  |  |           |           |
|  |                                                 | Hải Phòng                     | 1 (2)                              |       |             |             |  |  |        |        |  |  |         |         |  |  |           |           |
|  |                                                 | Hải Phòng                     | 1 (2)                              |       |             |             |  |  |        |        |  |  |         |         |  |  |           |           |
|  | 12 tháng 3 năm 2024 – Lạch Tray                 |                               |                                    |       |             |             |  |  |        |        |  |  |         |         |  |  |           |           |
|  |                                                 |                               |                                    |       |             |             |  |  |        |        |  |  |         |         |  |  |           |           |
|  | Hải Phòng                                       | 2                             |                                    |       |             |             |  |  |        |        |  |  |         |         |  |  |           |           |
|  | Hải Phòng                                       | 2                             | 24 tháng 11 năm 2023 – Hòa Xuân    |       |             |             |  |  |        |        |  |  |         |         |  |  |           |           |
|  |                                                 |                               | Quảng Nam                          | 1     |             |             |  |  |        |        |  |  |         |         |  |  |           |           |
|  | Quảng Nam                                       | 4                             | Quảng Nam                          | 1     |             |             |  |  |        |        |  |  |         |         |  |  |           |           |
|  | Quảng Nam                                       | 4                             |                                    |       |             |             |  |  |        |        |  |  |         |         |  |  |           |           |
|  | Hòa Bình                                        | 1                             |                                    |       |             |             |  |  |        |        |  |  |         |         |  |  |           |           |
|  | Hòa Bình                                        | 1                             |                                    |       |             |             |  |  |        |        |  |  |         |         |  |  |           |           |

## Vòng loại
| Phú Thọ                                                                                             | 2–5      | Long An                                                                    |
| --------------------------------------------------------------------------------------------------- | -------- | -------------------------------------------------------------------------- |
| - Đinh Viết Lộc 65' - Bùi Huy Hoàng 71' - Bùi Văn Lễ 59' - Đặng Trần Chung 88' - Phạm Văn Nam 90+3' | Chi tiết | - Lê Thanh Phong 8', 45+1', 62' - Cù Nguyễn Khánh 22' - Lê Hoàng Dương 89' |

| Phú Thọ | Long An |

| Đồng Nai                                                                                 | 2–0      | Bà Rịa – Vũng Tàu |
| ---------------------------------------------------------------------------------------- | -------- | ----------------- |
| - Nguyễn Hoàng Huy 10' 11' - Bùi Ngọc Thịnh 81' - Lường Ngọc Anh 59' - Phạm Văn Soạn 90' | Chi tiết | - Trần Kỳ Anh 58' |

| Đồng Nai | Bà Rịa – Vũng Tàu |

| Quảng Nam                                                                                                  | 4–1      | Hòa Bình            |
| --- | -------- | ------------------- |
| - Nguyễn Tăng Tiến 59', 64' - Lê Hải Đức 61' - Nguyễn Đình Bắc 82' - Võ Ngọc Đức 85' - Hoàng Vũ Samson 90' | Chi tiết | - Nguyễn Anh Tú 33' |

| Quảng Nam | Hòa Bình |

| SHB Đà Nẵng                                                          | 2–0      | Huế                   |
| -------------------------------------------------------------------- | -------- | --------------------- |
| - Nguyễn Phi Hoàng 25' - Nguyễn Hữu Dũng 50' - Nguyễn Minh Quang 75' | Chi tiết | - Nguyễn Hữu Tuấn 59' |

| SHB Đà Nẵng | Huế |

| Công an Hà Nội                                                                                         | 2–1      | LPBank Hoàng Anh Gia Lai                                                        |
| --- | -------- | ------------------------------------------------------------------------------- |
| - Hồ Tấn Tài 15' - Hồ Ngọc Thắng 36' - Nguyễn Xuân Nam 45+1' - Jeferson Elias 74' - Vũ Văn Thanh 90+4' | Chi tiết | - Châu Ngọc Quang 14' - Dương Văn Lợi 69' - Jhon Cley 70' - Trần Minh Vương 87' |

| Công an Hà Nội | LP Bank Hoàng Anh Gia Lai |

| Sông Lam Nghệ An                                                                                    | 6–2      | Đồng Tháp                                                                |
| --------------------------------------------------------------------------------------------------- | -------- | ------------------------------------------------------------------------ |
| - Đinh Xuân Tiến 13', 39' - Trần Mạnh Quỳnh 15', 18' - Nguyễn Xuân Bình 57' - Nguyễn Quang Vinh 85' | Chi tiết | - Phạm Hoàng Lâm 34' (l.n.) - Nguyễn Công Thành 63' - Trần Hữu Nghĩa 70' |

| Sông Lam Nghệ An | Đồng Tháp |

| Trường Tươi Bình Phước | 0–4      | Thép Xanh Nam Định                                                                   |
| ---------------------- | -------- | ------------------------------------------------------------------------------------ |
|                        | Chi tiết | - Trần Văn Đạt 38' - Nguyễn Văn Toàn 47' - Nguyễn Văn Vĩ 83' - Hoàng Minh Tuấn 90+2' |

| Trường Tươi Bình Phước | Thép Xanh Nam Định |

| Khánh Hòa | 2–2      | Hồng Lĩnh Hà Tĩnh                                                                   |
| --- | -------- | ----------------------------------------------------------------------------------- |
| - Mamadou Guirassy 49', 85' - Hứa Quốc Thắng 69' - Trần Văn Tùng 79' - Đinh Văn Trường 83' - Trần Mạnh Hùng 90+2' | Chi tiết | - Michael Gopey 31', 90+2' - Lâm Anh Quang 44' - Nguyễn Ngọc Thắng 79'              |
| Loạt sút luân lưu                                                                                                 |          |                                                                                     |
| - Mamadou Guirassy - Alie Sesay - Nguyễn Đình Mạnh - Nguyễn Duy Dương - Watz Leazard                              | 3–4      | - Nguyễn Trung Học - Trần Đình Tiến - Phạm Văn Long - Bruno Ramires - Lâm Anh Quang |

| Khánh Hòa | Hồng Lĩnh Hà Tĩnh |

| Thành phố Hồ Chí Minh                          | 1–2      | Becamex Bình Dương                                                      |
| ---------------------------------------------- | -------- | ----------------------------------------------------------------------- |
| - Cheick Timité 77' STĐ' - Ngô Tùng Quốc 90+5' | Chi tiết | - Nguyễn Tiến Linh 52' - Nguyễn Trần Việt Cường 61' - Võ Minh Trọng 86' |

| Thành phố Hồ Chí Minh | Becamex Bình Dương |

## Vòng 16 đội
| PVF–CAND | 2–1      | Đồng Nai                                   |
| --- | -------- | ------------------------------------------ |
| - Lê Văn Đại 6' - Trần Đức Nam 19' - Thái Bá Đạt 45' - Nguyễn Xuân Nam 45+2' - Huỳnh Công Đến 83' - Nguyễn Hiểu Minh 85' | Chi tiết | - Vũ Bá Hải Dương 21' - Bùi Ngọc Thịnh 72' |

| PVF–CAND | Đồng Nai |

| Đông Á Thanh Hóa                                    | 3–0      | Phù Đổng Ninh Bình                          |
| --------------------------------------------------- | -------- | ------------------------------------------- |
| - Lê Văn Thắng 27', 45+2', 52' - Lê Quốc Phương 78' | Chi tiết | - Dương Văn Cường 25' - Lê Vũ Quốc Nhật 39' |

| Đông Á Thanh Hóa | Phù Đổng Ninh Bình |

| Hải Phòng                                                                | 2–1      | Quảng Nam                             |
| ------------------------------------------------------------------------ | -------- | ------------------------------------- |
| - Bicou Bissainthe 17' 55' - Lucão do Break 19' 88' - Nguyễn Văn Đạt 53' | Chi tiết | - Mạch Ngọc Hà 26' - Ngân Văn Đại 48' |

| Hải Phòng | Quảng Nam |

| Hà Nội | 2–1      | Hồng Lĩnh Hà Tĩnh |
| --- | -------- | --- |
| - Denílson Júnior 18' 90+1' - Joel Tagueu 39' - Đậu Văn Toàn 83' - HLV Trưởng Iwamasa Daiki 84' - Nguyễn Văn Tùng 90+2' | Chi tiết | - Nguyễn Ngọc Thắng 62' - Vũ Viết Triều 85' - CBPTKT Nguyễn Thanh Thế 90+4' - CBPTKT Đỗ Hoàng Dương 90+4' - CBPTKT Lê Quốc Vượng 90+5' |

| Hà Nội | Hồng Lĩnh Hà Tĩnh |

| Long An                                                                               | 1–3      | Becamex Bình Dương                                             |
| ------------------------------------------------------------------------------------- | -------- | -------------------------------------------------------------- |
| - Thái Minh Thuận 43' - Phạm Trọng Hóa 68' - Trần Văn Anh Vũ 82' - Lê Thành Phong 84' | Chi tiết | - Bùi Vĩ Hào 45+2' - Nguyễn Tiến Linh 80' - Nguyễn Hải Huy 90' |

| Long An | Becamex Bình Dương |

| Sông Lam Nghệ An                            | 0–1      | SHB Đà Nẵng                                      |
| ------------------------------------------- | -------- | ------------------------------------------------ |
| - Nguyễn Văn Bách 17' - Vương Văn Huy 90+4' | Chi tiết | - Trần Phạm Bảo Tuấn 11' - Nguyễn Minh Quang 65' |

| Sông Lam Nghệ An | SHB Đà Nẵng |

| MerryLand Quy Nhơn Bình Định | 0–1      | Thép Xanh Nam Định                                         |
| ---------------------------- | -------- | ---------------------------------------------------------- |
| - Cao Văn Triền 61'          | Chi tiết | - Hendrio Araujo 43' - Hoàng Văn Khánh 65' - Tô Văn Vũ 71' |

| MerryLand Quy Nhơn Bình Định | Thép Xanh Nam Định |

| Thể Công – Viettel                              | 1–0      | Công an Hà Nội                               |
| ----------------------------------------------- | -------- | -------------------------------------------- |
| - Nguyễn Đức Chiến 17' - Pedro Henrique 63' 64' | Chi tiết | - Júnior Fialho 37' - Lê Phạm Thành Long 73' |

| Thể Công – Viettel | Công an Hà Nội |

## Tứ kết
| Hà Nội                                                                     | 2–1      | SHB Đà Nẵng                                     |
| -------------------------------------------------------------------------- | -------- | ----------------------------------------------- |
| - Nguyễn Hai Long 35', 55' - Đậu Văn Toàn 45+1' - Nguyễn Thành Chung 90+4' | Chi tiết | - Liễu Quang Vinh 72' 76' - Nguyễn Hữu Dũng 90' |

| Hà Nội | SHB Đà Nẵng |

| Đông Á Thanh Hóa | 1–1      | Hải Phòng                                                        |
| --- | -------- | ---------------------------------------------------------------- |
| - Đặng Văn Tới 18' (l.n.) - HLV Trưởng Velizar Popov 61' - Rimario Gordon 65' - HLV thủ môn Nguyễn Chí Công 67' - Trưởng đoàn Cao Hoàng Đức 75' | Chi tiết | - Lương Hoàng Nam 28' - Đặng Văn Tới 69'                         |
| Loạt sút luân lưu |          |                                                                  |
| - Rimario Gordon - Hoàng Đình Tùng - Lâm Ti Phông - Phạm Trùm Tỉnh - Luiz Antônio                                                               | 4–2      | - Lucão do Break - Nguyễn Hữu Sơn - Lê Mạnh Dũng - Đàm Tiến Dũng |

| Đông Á Thanh Hóa | Hải Phòng |

| Thép Xanh Nam Định                                                      | 1–1      | Becamex Bình Dương                                                                     |
| ----------------------------------------------------------------------- | -------- | -------------------------------------------------------------------------------------- |
| - Rafaelson 10' (ph.đ.) 44' - Đỗ Thanh Thịnh 90'                        | Chi tiết | - Nguyễn Tiến Linh 49' - Võ Hoàng Minh Khoa 57' - Đoàn Tuấn Cảnh 88'                   |
| Loạt sút luân lưu                                                       |          |                                                                                        |
| - Rafaelson - Lucas Alves - Hendrio Araujo - Tô Văn Vũ - Đỗ Thanh Thịnh | 4–3      | - Janclesio Almeida - Charles Atshimene - Bùi Vĩ Hào - Nguyễn Tiến Linh - Quế Ngọc Hải |

| Thép Xanh Nam Định | Becamex Bình Dương |

| Thể Công – Viettel                                                                                                | 2–2      | PVF–CAND |
| --- | -------- | --- |
| - Nguyễn Hữu Thắng 15' - Đinh Tuấn Tài 52' - Nguyễn Đức Chiến 53' 66' - Trương Tiến Anh 82' - Bùi Tiến Dũng 90+2' | Chi tiết | - Nguyễn Đức Phú 26' - Nguyễn Thanh Nhàn 56' 57' - Nguyễn Hiểu Minh 84' - Trần Đức Nam 86' - Thái Bá Đạt 90+1' |
| Loạt sút luân lưu                                                                                                 |          | |
| - Nguyễn Hoàng Đức - Khuất Văn Khang - Bùi Tiến Dũng - Trương Tiến Anh - Trần Mạnh Cường                          | 5–3      | - Nguyễn Thanh Nhàn - Nguyễn Hiểu Minh - Nguyễn Bảo Long - Nguyễn Hữu Nam                                      |

| Thể Công – Viettel | PVF–CAND |

## Bán kết
| Thể Công – Viettel                             | 1–4      | Hà Nội |
| ---------------------------------------------- | -------- | --- |
| - Bùi Tiến Dũng 31' - Nguyễn Hữu Thắng 52' 53' | Chi tiết | - Nguyễn Văn Quyết 12' - Lê Văn Xuân 45' - Nguyễn Hai Long 63' 64' - Joel Tagueu 86', 90+7' - Nguyễn Văn Trường 90' |

| Thể Công – Viettel | Hà Nội |

| Đông Á Thanh Hóa | 2–1      | Thép Xanh Nam Định                                               |
| --- | -------- | ---------------------------------------------------------------- |
| - A Mít 24' - Đinh Viết Tú 29' - Rimario Gordon 40' 62' - Đinh Tiến Thành 45+2' - Bác sỹ Dương Tiến Kỷ 66' - Luiz Antônio 90+2' - HLV Trưởng Velizar Popov 90+7' - Phiên dịch Đỗ Văn Phúc 90+7' | Chi tiết | - Hendrio Araujo 15' - Nguyễn Phong Hồng Duy 18' - Tô Văn Vũ 66' |

| Đông Á Thanh Hóa | Thép Xanh Nam Định |

## Chung kết
| Đông Á Thanh Hóa | 0–0      | Hà Nội |
| --- | -------- | --- |
| | Chi tiết | |
| Loạt sút luân lưu |          | |
| - Luiz Antônio - Hoàng Đình Tùng - Lê Thanh Bình - Lâm Ti Phông - Đinh Viết Tú - Đinh Tiến Thành - Nguyễn Thanh Long - Trương Thanh Nam - Nguyễn Thái Sơn - Hoàng Thái Bình | 9–8      | - Đậu Văn Toàn - Đỗ Hùng Dũng - Nguyễn Văn Tùng - Nguyễn Hai Long - Joel Tagueu - Phạm Xuân Mạnh - Vũ Đình Hai - Nguyễn Thành Chung - Đỗ Duy Mạnh - Nguyễn Văn Quyết |

| Đông Á Thanh Hóa | Hà Nội |

## Bảng xếp hạng chung cuộc
| VT | Đội               | ST | T | H | B | BT | BB | HS | Đ | Kết quả chung cuộc             |
| -- | ----------------- | -- | - | - | - | -- | -- | -- | - | ------------------------------ |
| 1  | Sông Lam Nghệ An  | 2  | 1 | 0 | 1 | 0  | 0  | 0  | 3 | AFC Champions League 2 2024–25 |
| 2  | Hoàng Anh Gia Lai | 1  | 0 | 0 | 1 | 1  | 2  | −1 | 0 | Á quân                         |
| 3  | Huế               | 1  | 0 | 0 | 1 | 0  | 2  | −2 | 0 | Hạng 3                         |
| 4  | Bà Rịa – Vũng Tàu | 1  | 0 | 0 | 1 | 0  | 2  | −2 | 0 | Hạng 3                         |
|    |                   |    |   |   |   |    |    |    |   |                                |
| 5  | Hà Nội            | 0  | 0 | 0 | 0 | 0  | 0  | 0  | 0 | Bị loại ở Tứ kết               |
| 6  | Phú Thọ           | 1  | 0 | 0 | 1 | 2  | 5  | −3 | 0 | Bị loại ở Tứ kết               |
| 7  | Bình Phước        | 1  | 0 | 0 | 1 | 0  | 4  | −4 | 0 | Bị loại ở Tứ kết               |

## Thống kê mùa giải

### Cầu thủ ghi bàn hàng đầu
Đã có 76 bàn thắng ghi được trong 24 trận đấu, trung bình 3.17 bàn thắng mỗi trận đấu.

| Xếp hạng | Cầu thủ           | Câu lạc bộ         | Số bàn thắng |
| -------- | ----------------- | ------------------ | ------------ |
| 1        | Nguyễn Tiến Linh  | Becamex Bình Dương | 3            |
| 1        | Lê Văn Thắng      | Đông Á Thanh Hóa   | 3            |
| 1        | Joel Tagueu       | Hà Nội             | 3            |
| 1        | Nguyễn Hai Long   | Hà Nội             | 3            |
| 1        | Lê Thanh Phong    | Long An            | 3            |
| 6        | Michael Gopey     | Hồng Lĩnh Hà Tĩnh  | 2            |
| 6        | Mamadou Guirassy  | Khánh Hòa          | 2            |
| 6        | Nguyễn Tăng Tiến  | Quảng Nam          | 2            |
| 6        | Nguyễn Minh Quang | SHB Đà Nẵng        | 2            |
| 6        | Đinh Xuân Tiến    | Sông Lam Nghệ An   | 2            |
| 6        | Trần Mạnh Quỳnh   | Sông Lam Nghệ An   | 2            |
| 6        | Hendrio Araujo    | Thép Xanh Nam Định | 2            |
| 6        | Nguyễn Hữu Thắng  | Thể Công – Viettel | 2            |

### Phản lưới nhà
| Xếp hạng | Cầu thủ        | Câu lạc bộ | Đối thủ          | Số bàn |
| -------- | -------------- | ---------- | ---------------- | ------ |
| 1        | Đặng Văn Tới   | Hải Phòng  | Đông Á Thanh Hóa | 1      |
| 1        | Phạm Hoàng Lâm | Đồng Tháp  | Sông Lam Nghệ An | 1      |

### Ghi hat-trick
| Cầu thủ      | Câu lạc bộ       | Đối thủ            | Kết quả | Ngày                |
| ------------ | ---------------- | ------------------ | ------- | ------------------- |
| Lê Văn Thắng | Đông Á Thanh Hóa | Phù Đổng Ninh Bình | 3–0 (H) | 12 tháng 3 năm 2024 |

- Ghi chú: (H) – Sân nhà; (A) – Sân khách

### Số trận giữ sạch lưới
| Xếp hạng | Thủ môn            | Câu lạc bộ         | Số trận giữ sạch lưới |
| -------- | ------------------ | ------------------ | --------------------- |
| 1        | Nguyễn Thanh Thắng | Đông Á Thanh Hóa   | 1                     |
| 1        | Trịnh Xuân Hoàng   | Đông Á Thanh Hóa   | 1                     |
| 1        | Trương Thái Hiếu   | Đồng Nai           | 1                     |
| 1        | Nguyễn Văn Hoàng   | Hà Nội             | 1                     |
| 1        | Phạm Văn Cường     | SHB Đà Nẵng        | 1                     |
| 1        | Phan Văn Biểu      | SHB Đà Nẵng        | 1                     |
| 1        | Trần Liêm Điều     | Thép Xanh Nam Định | 1                     |
| 1        | Trần Nguyên Mạnh   | Thép Xanh Nam Định | 1                     |
| 1        | Quàng Thế Tài      | Thể Công – Viettel | 1                     |

## Phát sóng
FPT Play trực tiếp tất cả các trận đấu tại Cúp Quốc gia 2023–24. TV360 trực tiếp tất cả các trận đấu từ vòng 1/8.
| Vòng      | Ngày        | Trận                                              | Giờ   | Kênh phát sóng  |
| --------- | ----------- | ------------------------------------------------- | ----- | --------------- |
| Vòng loại | 28 tháng 11 | Thành phố Hồ Chí Minh - Becamex Bình Dương        | 19:15 | HTV Thể Thao    |
| Vòng 1/8  | 12 tháng 3  | Hà Nội - Hồng Lĩnh Hà Tĩnh                        | 19:15 | HTV Thể Thao    |
| Vòng 1/8  | 13 tháng 3  | MerryLand Quy Nhơn Bình Định - Thép Xanh Nam Định | 18:00 | HTV Thể Thao    |
| Tứ kết    | 28 tháng 4  | Hà Nội - SHB Đà Nẵng                              | 18:00 | HTV1            |
| Tứ kết    | 30 tháng 4  | Thép Xanh Nam Định - Becamex Bình Dương           | 18:00 | HTV1            |
| Bán kết   | 4 tháng 7   | Thể Công – Viettel - Hà Nội                       | 18:00 | VTV5            |
| Bán kết   | 4 tháng 7   | Đông Á Thanh Hóa - Thép Xanh Nam Định             | 18:00 | VTV5 Tây Nam Bộ |
| Chung kết | 7 tháng 7   | Đông Á Thanh Hóa - Hà Nội                         | 18:00 | VTV5            |